# El Monte, California

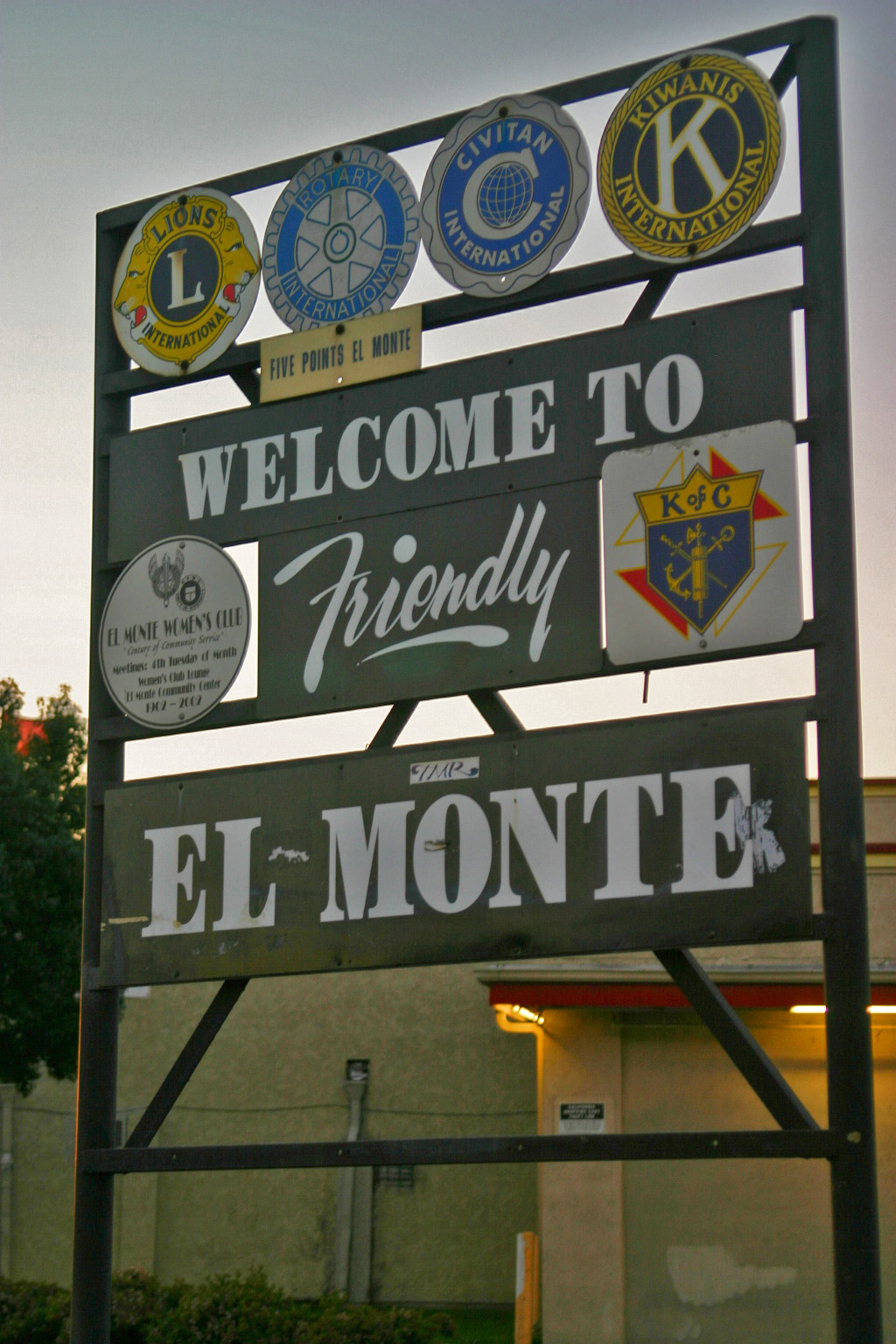
Bảng chào mừng đến với El Monte

El Monte, California là một thành phố thuộc quận Los Angeles trong tiểu bang California, Hoa Kỳ. Thành phố có tổng diện tích 24,988 km2, trong đó diện tích đất là 24,766 dặm vuông Anh (64,14 km2). Theo điều tra dân số Hoa Kỳ năm 2010, thành phố có dân số 113.475 người, là thành phố đông dân thứ 228 tại Hoa Kỳ và thành phố lớn thứ 51 bang California năm 2010, dân số giảm so với mức 115.965 theo điều tra năm 2000. El Monte nằm trong khu vực Đông của thành phố Los Angeles San Gabriel Valley.
El Monte là một thành phố dân cư, công nghiệp và thương mại.. Khẩu hiệu của thành phố là "Chào mừng bạn đến với El Monte thân thiện," và trong lịch sử được gọi là "Sự kết thúc của đường mòn Santa Fe. 